# Phân họ Lỗ bình
Phân họ Lỗ bình (danh pháp khoa học: Lobelioideae) là một phân họ trong họ Campanulaceae. Theo APG thì phân họ này chứa 29 chi với tổng cộng khoảng 1.200 loài. Một số chi đa dạng loài nhất là Lobelia (khoảng 400 loài), Siphocampylus (khoảng trên 230 loài), Centropogon (khoảng 215 loài), Burmeistera (khoảng trên 100 loài) và Cyanea (khoảng 80 loài).
Các loài trong phân họ này là cây lâu năm, đôi khi một năm, có thể là cây thân thảo hay cây bụi tới cây gỗ nhỏ. Phần lớn các loài phân bố trong khu vực nhiệt đới, đặc biệt phổ biến tại Tân thế giới, nhưng về tổng thể thì phân họ này có gần như khắp thế giới, chỉ vắng mặt tại khu vực ven Bắc cực, Sahara, Trung Á và Cận Đông.
Trong một số hệ thống phân loại khác thì phân họ này được coi là một họ với danh pháp Lobeliaceae (như trong phân loại của Takhtadjan), với định nghĩa hơi khác một chút.
Các lá đơn mọc so le. Các loài cây này có nhựa màu sữa. Hoa thường lưỡng tính, bất đối xứng với 5 thùy và 5 nhị. Ống tràng mở dọc theo mé trên với 2 thùy trên và 3 thùy dưới, các nhị hoa hợp cùng nhau trong ống tràng.

## Các chi
- Apetahia
- Brighamia
- Burmeistera
- Calcaratolobelia
- Centropogon
- Clermontia
- Cyanea (bao gồm cả Kittelia, Rollandia)
- Delissea
- Dialypetalum
- Diastatea
- Dielsantha
- Downingia (bao gồm cả Bolelia, Clintonia, Wittea)
- Grammatotheca
- Heterotoma (bao gồm cả Myopsia)
- Hippobroma: Mù mát, lỗ danh, cây hoa dài
- Howellia
- Hypsela
- Isotoma
- Legenere
- Lobelia (bao gồm cả Enchysia, Haynaldia, Isolobus, Laurentia, Mezleria, Neowimmeria, Parastranthus, Rapuntium?, Tupa): – bán biên liên, lỗ bình, lỗ biên, sơn cánh, bã thuốc, dinh cu, sang dinh, cây mù mắt
- Lysipomia (bao gồm cả Dominella, Rhizocephalum)
- Monopsis
- Palmerella
- Porterella
- Pratia (bao gồm cả Colensoa, Piddingtonia, Speirema): - Rau vảy ốc; đơn rau má; vảy ốc đỏ; nhã hoa, nhã hoà; cỏ bi; đồng chuy ngọc đái thảo.
- Ruthiella (cả Phyllocharis)
- Sclerotheca
- Siphocampylus (cả Byrsanthes, Cremochilus)
- Solenopsis
- Trematolobelia (cả Trematocarpus): bán biên liên giả
- Trimeris
- Unigenes